# Relax (Frankie Goes to Hollywood)
Relax è una canzone del gruppo inglese Frankie Goes to Hollywood, pubblicata come loro singolo d'esordio dalla ZTT Records nel 1983. La canzone fu in seguito inclusa nell'album Welcome to the Pleasuredome del 1984.
Partito piuttosto in sordina, Relax raggiunse inaspettatamente la vetta dei singoli più venduti nel Regno Unito il 24 gennaio 1984, diventando uno dei maggiori successi commerciali dell'intero decennio, nonché uno dei brani più controversi. Il singolo vendette quasi due milioni di copie soltanto nel Regno Unito, diventando il sesto singolo più venduto nella storia della discografia britannica. Sulla scia del successo del secondo singolo dei Frankie Goes to Hollywood, Two Tribes, Relax riottenne nuova popolarità nel giugno 1984, risalendo dalle ultime posizioni della classifica e raggiungendo il secondo piazzamento dei singoli più venduti, dietro a Two Tribes. Quando Relax fu pubblicato negli Stati Uniti nel 1984, si ripeté lo stesso andamento avuto in Europa, partendo dai bassifondi della classifica per scalare posizioni ed arrivare nella top ten.

## Storia e registrazione
La ZTT Records volle nella propria scuderia i Frankie Goes to Hollywood dopo che il cofondatore dell'etichetta, Trevor Horn, aveva visto il gruppo durante una trasmissione televisiva, in cui si erano esibiti proprio con una primissima versione di Relax. Horn descrisse quella versione del brano più come un jingle che come una canzone, ma volle ugualmente lavorarci su. Paul Morley, altro cofondatore della ZTT Records, puntò la campagna di marketing per il lancio del gruppo sull'impatto scioccante che l'aperta omosessualità del cantante Holly Johnson e del cantante-ballerino Paul Rutherford avrebbe avuto sulla gente.
La musica fu scritta da Mark O'Toole e Peter Gill, mentre il testo da Holly Johnson.
Horn realizzò una base musicale per Relax molto più elettronica di quanto fosse stata pensato in origine il brano, avvalendosi dell'assistenza di J. J. Jeczalik degli Art of Noise. La nuova versione del brano fu realizzata negli studi di West London, mentre il gruppo era ancora nella loro città natale Liverpool. Soltanto il cantante principale del gruppo, Holly Johnson, partecipò effettivamente alla registrazione del disco.

## Pubblicazione e controversia
La campagna pubblicitaria per Relax iniziò su alcune riviste britanniche, in cui l'ambigua immagine di Holly Johnson e Paul Rutherford, vestiti da marinai era accompagnata dalla scritta «All the Nice Boys Love Sea Men» (Tutti i bei ragazzi amano i marinai), seguita da «Frankie Goes to Hollywood are coming… making Duran Duran lick the sperm off their shoes… Nineteen inches that must be taken always» (Frankie Goes to Hollywood stanno venendo [doppio senso]… e faranno leccare ai Duran Duran lo sperma dalle loro scarpe… diciannove pollici che devono essere sempre presi).
Un'altra serie di pubblicità recitava «theories of bliss, a history of Liverpool from 1963 to 1983, a guide to Amsterdam bars» (Teorie della felicità, una storia di Liverpool dal 1963 al 1983, una guida ai bar di Amsterdam).
Il 5 gennaio i Frankie Goes to Hollywood interpretarono Relax a Top of the Pops e in meno di una settimana il singolo giunse alla sesta posizione.
L'11 gennaio 1984 uno speaker BBC Radio 1 annunciò di non voler più trasmettere il brano, per via del testo troppo esplicito, inconsapevole del fatto che la BBC fosse giunta alla stessa decisione.
Il brano fu messo in onda soltanto durante gli show notturni, ma nonostante i divieti il singolo giunse alla prima posizione della classifica il 28 gennaio. Top of the Pops (a cui era stato esteso il divieto di suonare il brano), concludeva la propria classifica, annunciando la prima posizione e mandando in onda un'altra canzone della classifica.
Il singolo rimase in vetta per cinque settimane consecutive per poi declinare; tuttavia, a seguito della pubblicazione di Two Tribes, secondo singolo del gruppo, che raggiunse anch'esso la prima posizione, anche Relax ebbe una nuova iniezione di popolarità giungendo nuovamente in top ten, piazzandosi alla seconda posizione, giusto dopo Two Tribes.
Il singolo fu ripubblicato nel 1993 e debuttò nella classifica britannica alla sesta posizione, raggiungendo la quinta la settimana seguente.
Successivamente il singolo fu ripubblicato nel 2001.

## Il video
Il primo video ufficiale per Relax, diretto da Bernard Rose, ed ambientato in un gay bar a tema sadomaso, fu bandito da MTV e dalla BBC, spingendo la produzione a realizzare un secondo video. La seconda versione del video di Relax fu diretta da Godley & Creme e vedeva il gruppo esibirsi su un palco. Tuttavia la seconda versione del video arrivò quando anche la trasmissione anche soltanto del brano era stata vietata, perciò non fu mai trasmessa in alcun programma musicale dell'epoca.
Fu realizzata anche una versione che includeva spezzoni del film Omicidio a luci rosse di Brian De Palma, ed un'altra versione di una performance del gruppo dal vivo diretta da David Mallet.

## Tracce
| 1. "Relax" (sex mix) (16:24) 2. "Ferry 'Cross the Mersey" - 4:03 3. "Relax" (from soft to hard) - 4:21 1. "Relax" (New York mix) (8:20) 2. "Ferry 'Cross the Mersey" - 4:03 3. "Relax" (from soft to hard) - 4:21 - "New York mix" (remix di "Sex mix") 1. "Relax" (U.S. mix) - 7:20 2. "Ferry 'Cross the Mersey" - 4:03 3. "Relax" (from soft to hard) - 4:21 1. "Relax" (Disco mix) (6:15) 2. "Ferry 'Cross the Mersey" - 4:03 3. "Relax" (from soft to hard) - 4:21 - "Disco mix" (aka "The Greek Disco Mix") medley di "Relax (move)" e "New York Mix" | 1. "Relax" (move) - 3:52 2. "One September Monday" - 4:47 - pubblicato anche come picture disc bb(P ZTAS 1) 1. "Relax" (U.S. mix) - 7:20 2. "Relax" (move) - 3:52 3. "Relax" (from soft to hard) - 4:21 - "U.S. Mix" labelled as "Long version" - "Move" labelled as "7" Version" - "from soft to hard" labelled as "Instrumental" - also released on MC in Canada (Island / ISC-69750) - "From Soft To Hard - From Dry To Moist" 1. "The Party Trick" (acting dumb) - 0:36 2. "The Special Act" (adapted from the sex mix) -7:46 3. "The US Mix" (come dancing) - 4:38 4. "The Single" (the act) - 3:55 5. "Later On" (from One September Monday) - 1:36 6. "Ferry Across The Mersey (...and here I'll stay)" - 4:06 |

## Classifiche

### Classifiche settimanali
| Classifica (1984)              | Posizione massima |
| ------------------------------ | ----------------- |
| Australia                      | 5                 |
| Austria                        | 4                 |
| Belgio (Fiandre)               | 2                 |
| Canada                         | 11                |
| Europa                         | 1                 |
| Finlandia                      | 1                 |
| Francia                        | 1                 |
| Germania                       | 1                 |
| Irlanda                        | 3                 |
| Italia                         | 1                 |
| Norvegia                       | 2                 |
| Nuova Zelanda                  | 10                |
| Paesi Bassi                    | 5                 |
| Regno Unito                    | 1                 |
| Spagna                         | 1                 |
| Stati Uniti                    | 10                |
| Stati Uniti (dance club)       | 20                |
| Stati Uniti (dance/electronic) | 26                |
| Svezia                         | 4                 |
| Svizzera                       | 1                 |

### Classifiche di fine anno
| Classifica (1984) | Posizione |
| ----------------- | --------- |
| Australia         | 16        |
| Austria           | 20        |
| Belgio (Fiandre)  | 22        |
| Francia           | 15        |
| Germania          | 3         |
| Italia            | 12        |
| Nuova Zelanda     | 16        |
| Paesi Bassi       | 33        |
| Regno Unito       | 3         |
| Spagna            | 15        |
| Svizzera          | 6         |

### Classifiche di fine decennio
| Classifica (1980-89) | Posizione |
| -------------------- | --------- |
| Regno Unito          | 2         |

### Classifiche di tutti i tempi
| Classifica  | Posizione |
| ----------- | --------- |
| Regno Unito | 6         |

## Ristampe
Il brano è stato periodicamente ripubblicato come singolo in numerosi remix.

### Ristampa del 1993
| 1. "Relax" - 3:55 2. "Relax" (MCMXCIII) - 3:42 3. "Relax" (Ollie J. Remix) - 6:38 4. "Relax" (Jam & Spoon Trip-O-Matic Fairy Tale Remix) - 7:52 5. "Relax" (Jam & Spoon HI N-R-G Remix) - 7:55 6. "Relax" (U.S. Mix) - 7:22 | 1. "Relax" (Ollie J. Remix) - 6:38 2. "Relax" (Trip-Ship Edit) - 6:12 3. "Relax" (Ollie J's Seven Inches) - 3:30 4. "Relax" (Jam & Spoon HI N-R-G Remix) - 7:55 5. "Relax" (Jam & Spoon Trip-O-Matic Fairy Tale Remix) - 7:52 6. "Relax" (MCMXCIII) - 3:42 - UK 12" promo |

### Ristampa del 2001

#### CD: Star 69 / STARCD 520
1. "Relax" (Peter Rauhofer's Doomsday Radio Mix) - 3:45
2. "Relax" (Peter Rauhofer's Doomsday Club Mix) - 9:47
3. "Relax" (Saeed & Palash Addictive Journey) - 11:16
4. "Relax" (Coldcut Remix) - 4:59
5. "Relax" (Peter Rauhofer's Doomsday Dub) - 6:27
6. "Relax" (Original New York 12" Mix) - 7:31
7. "Relax" (Original Radio Mix) - 3:54

### Classifiche
| Classifica (1993)              | Posizione massima |
| ------------------------------ | ----------------- |
| Australia                      | 22                |
| Austria                        | 10                |
| Belgio (Fiandre)               | 13                |
| Francia                        | 21                |
| Germania                       | 13                |
| Irlanda                        | 6                 |
| Paesi Bassi                    | 12                |
| Regno Unito                    | 5                 |
| Svizzera                       | 6                 |
| Classifica (2001)              | Posizione massima |
| Stati Uniti (dance club)       | 19                |
| Stati Uniti (dance/electronic) | 22                |

## Cover
- Powerman 5000 ne ha registrato una cover insieme a Danny Boy per la colonna sonora del film Zoolander.
- Gli Atrocity hanno inserito una cover del brano nel loro album Werk 80 II del 2008.
- Bloodhound Gang ha campionato il brano per Mope.
- Diverse band come gli U2 e i Duran Duran hanno eseguito degli snippet della canzone durante i loro concerti.